# Вълкович
 Тази статия е за селото в Южна България.  За българския лекар и политик вижте Георги Вълкович.  
Вълкович е село в Южна България. То се намира в община Джебел, област Кърджали на 2 км разстояние от град Джебел и 17 км от град Кърджали.

## География
Село Вълкович се намира в планински район.

## Население
Преброяване на населението през 2011 г.
Численост и дял на етническите групи според преброяването на населението през 2011 г.:
|                     | Численост | Дял (в %) |
| Общо                | 139       | 100,00    |
| Българи             | 0         | 0,00      |
| Турци               | 138       | 99,28     |
| Цигани              | 0         | 0,00      |
| Други               | 0         | 0,00      |
| Не се самоопределят | 0         | 0,00      |
| Неотговорили        | 0         | 0,00      |

## Икономика
На територията на Вълкович се намират предприятия от хранително-вкусовата промишленост: мандра ЕТ „Пашов-Радко Пашов“, месокомбинат „Мусан“ ООД, които осигуряват работни места освен на местното население и на жителите на други населени места. „Мусан“ ООД е най-голямата и модерна кланица в Южна България. Дейността на компанията е месодобив и месообработка. Компанията притежава сертификат за свободна търговия в Европейския съюз. Обработва дребен и рогат добитък без свине, поради което продукцията му е добре приета и в Арабския свят.